# Korean Dream
Korean Dream(코리안 드림)은 2014년 6월 27일에 발매된 B-Free의 정규 3집이다.
FREE THE BEAST와 같이 비프리의 디스코그래피 중 최고로 꼽히는 앨범이며, 비프리 개인의 커리어를 넘어 한국 힙합 역사에 한 획을 그은 명반이라는 평가를 받으며 평단과 리스너 모두에게 인정을 받은 앨범이다.
소위 '힙합 구세주'가 되어야 한다는 생각을 가지고 만들었던 정규 2집 희망과는 달리 본 앨범은 좀 더 개인적이고 가벼운 얘기를 담음으로써 자신과 주변 사람들의 삶이 더 나아지기를 꿈꾸는 모습을 보이고 있다.

## 앨범 소개
B-Free가 꿈꾸는 성공, "Korean Dream"
솔직한 자신의 생각들을 거침없이 음악으로 담아내는 B-Free가 3집 앨범 [Korean Dream]으로 한층 더 완성도 있는 퀄리티로 돌아왔다. 대한민국에서 그 누구와 다를 것 없이 삶을 살아가며 더 나은 내일을 위해 노력하는 모습을 담아낸 [Korean Dream]은 보통의 랩 앨범이 아닌 다양한 음악적 시도들이 눈에 띄며 가볍지 않은 주제들에 대해서 얘기하지만 사람들이 편히 들을 수 있는 앨범이다.
단순히 그동안의 왕성한 활동으로 얻어낸 정신적, 물질적 보상에 대한것들에 대해 랩하지 않고 본인의 삶을 과장없이 솔직담백하게 담아낸 [Korean Dream]은 B-Free를 좋아하지 않을 수 없게 만드는 앨범이다.

## 앨범 발매 과정

### 발매 전
팔로알토와 함께 Hi-Lite의 원년 멤버로서 이미 한국 언더그라운드 힙합씬에서는 상당한 매니아를 형성하고 있었다. 본작을 발표하기 직전에 주도적으로 참여했던 작품이 Hi-Lite의 컴필레이션 앨범인 Hi-Life로 높은 완성도와 신선함으로 평단과 리스너 모두로부터 반응을 이끌어냈으며 또한 해당 앨범이 힙합플레이야 어워즈 등에서 2013년 '올해의 앨범'으로 꼽히는 등 당시 힙합씬에서 전반적으로 좋은 피드백을 받고 있었다.
본 앨범이 발매되기 직전에 B-Free의 커리어에 상당히 큰 영향을 끼치게 된 사건이 있었는데 '김봉현의 힙합초대석' 공개방송에서 함께 게스트로 출연한 방탄소년단을 면전에 둔 채로 비난하는 모습을 보인 게 그것이다. 당시에는 대수롭지 않게 여기거나 심지어는 잘했다고 말하는 반응도 있었으나 방탄소년단이 전 세계적으로 인기를 얻게 되면서 해당 사건이 점차적으로 알려져 논란이 되기도 하였다. 이 사건은 이후 B-Free의 커리어 전체에 악영향을 주면서 본작을 포함한 그의 모든 작품이 평가절하 당하고 비난받게 되는 단초를 제공하였다.
2014년 2월 17일, 앨범의 첫 선공개 싱글인 "Fly"를 발표하였다. 본 싱글에는 정규 3집의 수록곡인 'Fly'와 해당 곡의 인스트루멘탈이 수록되어 있다. 피쳐링으로는 Loco와 S'Way.D가 참여하였으며 앨범 소개를 통해서 3집 앨범이 작업 중이며 이후에 몇 개의 선공개 싱글이 더 공개될 것임을 알렸다.
참고로 The Making of "Korean Dream" Album (Episode 1)에서 촬영 중인 사진이 해당 싱글의 표지이다. 물속에 비행기 모형을 넣고 보라색 잉크를 투여한 뒤에 잉크가 퍼지는 장면을 촬영한 것인데 퍼지는 보라색 잉크는 구름을 표현한 것이라고 한다.
2014년 2월 21일, 싱글인 "입닥쳐 (feat. Reddy, Okasian & Dok2)"를 무료 공개하였다. 해당 트랙은 이후 발매된 앨범 선공개 싱글인 "Hot Summer"에 2번째 트랙으로 수록되었으며 [Korean Dream]에는 수록되지 않았다.
2014년 3월 26일, 앨범 선공개 싱글인 "Hot Summer"를 발표하였다. 본 싱글에는 정규 3집의 수록곡인 "Hot Summer"와 무료 공개곡이었던 "입닥쳐 (Shut Your Mouth) (feat. Reddy, Okasian & Dok2)"가 수록되어 있다. 앨범 소개를 통해서 자신의 앨범을 여름에 발표하는 것을 목표로 작업 중임을 알렸다.
여담으로 본 싱글의 아트워크는 Korlio가 작업하였는데 여름을 연상시키는 음악, 가사와는 대조적으로 설원을 배경으로 촬영된 것이 특징이다. 또한 해당 싱글의 발매와 동시에 "Hot Summer"의 뮤직비디오도 공개되었는데 역시 노래와는 대조적으로 대부분의 장면을 설원을 배경으로 촬영하였다.
2014년 5월 25일, Hi-Lite의 공식 인스타 계정을 통해서 '''Korean Dream''''의 트랙 리스트를 공개하면서 CD의 예약판매 사실을 알렸다.
2014년 6월 25일, iTunes와 CD를 통해서 선발매 되었다.
2014년 6월 27일, 모든 음원 사이트에 '''Korean Dream'''이 공개되었다. 3집을 발매할 당시에는 B-Free가 Stop Dumping Music 캠페인에 참여하여 음원 유통사에서 판매하는 패키지 상품을 이용한 스트리밍이 불가능했으며 개별적으로 곡을 다운로드 받는 것만이 가능하였다. 현재는 스트리밍과 다운로드가 모두 가능하게 변경되었다.

### 발매 후
2014년 7월 5일, Korean Dream Concert를 진행하였다.
2014년 7월 24일, 앨범의 수록곡인 "불타"의 싱글 버전과 클린 버전을 수록한 싱글 "불타"를 발매하였다. B-Free가 Stop Dumping Music 캠페인에 참여하여 본래 앨범에 수록되어 있는 음원을 스트리밍하는 것이 불가능하기에 그의 음악에 대한 접근성이 낮을 것을 염두에 둔 행보로 해당 싱글의 경우 스트리밍 서비스로도 음원을 들을 수 있도록 하였다.
2014년 11월 10일, 싱글 "느껴"를 통해 앨범의 수록곡인 "느껴"를 다시 발매하였다. B-Free가 Stop Dumping Music 캠페인에 참여하여 본래 앨범에 수록되어 있는 음원을 스트리밍하는 것이 불가능하기에 그의 음악에 대한 접근성이 낮을 것을 염두에 둔 행보로 해당 싱글의 경우 스트리밍 서비스로도 음원을 들을 수 있도록 하였다.
2014년 11월 17일, 선공개 싱글로 "Song For My Mama"를 스튜디오 버전으로 발매하였다. B-Free가 Stop Dumping Music 캠페인에 참여하여 본래의 음원을 스트리밍하는 것이 불가능하기에 그의 음악에 대한 접근성이 낮을 것을 염두에 둔 행보로 해당 싱글의 경우 스트리밍 서비스로도 음원을 들을 수 있도록 하였다.
2014년 11월 27일, CD Only 트랙인 "기억해 (I Remember)"의 뮤직비디오가 공개되었다.
2015년 2월 3일, 2015 한국대중음악상 '올해의 랩/힙합 음반부문', '올해의 랩/힙합 싱글부문'에 "Korean Dream"과 "Hot Summer"가 각각 노미네이트 되었음을 Hi-Lite의 공식 인스타 계정을 통해서 알렸다.
2015년 2월 12일, 2015 한국대중음악상 '올해의 랩/힙합 음반부문'에 "Korean Dream"이 노미네이트 된 것을 기념하여 모든 음원사이트에서 스트리밍 서비스를 통해서도 음악을 청취할 수 있도록 하였다.
2015년 4월 8일, HIPHOPLE에서 기획한 로컬 영상 프로젝트, "LE Street EP.2 - 다시는 한국 힙합을 무시하지마라 Part2" 프로젝트에 팔로알토의 "Good Times", E SENS의 "Back In Time"과 함께 "Hot Summer"의 뮤비가 선정되어 영어, 중국어, 일본어 자막이 달린 영상이 제작되었다.
2016년 3월 20일, 앨범 수록곡인 "불타"와 "느껴"의 인스트루멘탈 트랙을 자신의 사운드 클라우드를 통해 공개하였다.

## 평가 및 반응
| 리드머 Korean Dream 리뷰 中 |
| --- |
| 비프리는 오늘날 한국힙합 씬의 수많은 랩퍼들이 미처 제대로 노래하지 못하고 지나갔을지도 모를 힙합 아티스트가 가져야 할 가장 소박하지만, 동시에 가장 소중한 꿈이 어떤 것인가를 그럴듯하게 불러냈다. |

| 리드머 "2010년대 한국 힙합 앨범 베스트 10" 中                                                                       |
| --- |
| 그리고 Korean Dream은 이와 동시에 아이러니하게도 한국사회의 고달픈 현실을 낭만적인 방식으로 반영한 기록으로 남았다. |

FREE THE BEAST와 함께 앨범 장인으로 불리는 비프리의 디스코그래피 중에서도 최고의 앨범으로 꼽히며, 한국 힙합을 대표하는 명반 중 하나이기도 하다. 자신의 개인적인 경험에 한국의 일반인이라면 누구나 공감할만한 요소들을 담백하게 녹여내어 평론가와 리스너들을 모두 만족시켰다. 당시 B-Free의 랩 자체가 상당히 평이한 플로우를 주로 이루고 있는 탓에 심심하다는 평이 없지는 않지만 대체로 특유의 그루브와 프로듀싱 덕에 해당 사항이 앨범을 감상하는 데에는 전혀 해가 되지 않는다고 평한다.
2015 한국대중음악상 올해의 최우수 랩&힙합(앨범) 부문과 2015 한국대중음악상 올해의 최우수 랩&힙합(노래) 부문에 각각 [Korean Dream]과 "Hot Summer"가 노미네이트되면서 동년에 발매된 힙합 앨범과 싱글 중에서도 손에 꼽히는 앨범과 노래임을 증명하였다. 그리고 결국 2015 한국대중음악상 올해의 최우수 랩&힙합(노래) 부문을 "Hot Summer"가 수상하면서 명실상부 2014년 한국 힙합 최고의 트랙으로 꼽히게 되었다.
리드머는 [Korean Dream] 발매 당시에 본작의 평점으로 5점 만점에 4점을 부여하며 극찬하였으며 이후 본작의 가치가 기존에 책정한 것보다 더 높다고 판단했는지 기존의 평점인 4점에서 4.5점으로 상향 수정하였다. 또한 리드머는 자체적으로 '2010년대 한국 힙합 앨범 베스트 10'을 선정하였는데 본작이 2010년대에 발매된 수많은 힙합 앨범 중에서 5위로 꼽혔다. 이처럼 작품 자체로만 놓고 봤을 때는 본작이 평단과 리스너를 아울러 상당히 높은 평가를 받는 앨범임은 분명하지만 본작의 아티스트인 B-Free가 그 이후로 일으킨 수많은 논란 탓에 그의 작품들이 작품 그 자체로 평가받기가 상당히 어려운 상황이 되었다. 하지만 시간이 지나면서 B-Free의 저지른 논란만 비판하고 작품은 작품 그 자체로 평가받게 되었다. 그 예가 유튜브 댓글인데 Korean Dream을 욕하자 이 앨범을 듣지도 않고 욕한다고 비판한다며 앞서 말한 Korean Dream의 평가를 말하면서 B-Free가 괜히 악마의 재능이라고 말하는 게 아니라며 옹호한다.
Korean Dream 앨범은 2014년 힙합플레이야어워즈 올해의 앨범 3위로 선정되었으며, 1위는 파급효과 (Ripple Effect), 2위는 11:11이였다.
특히 B-Free에게 면전에서 디스를 당한 방탄소년단의 일부 팬들은 이에 대해서 결코 용인할 수 없었는지 B-Free와 관련된 모든 음원사이트와 유튜브 영상에 해당 사건으로부터 수 년이 넘어가는 상황에서도 잊지 않고 별점 테러와 각종 비난의 댓글들을 남기고 있다. 때문에 그의 작품들은 평단과 리스너들의 평가와는 무관하게 별점이 상당히 낮은 편이다. 다만 이런 행동들은 결코 옳은 행위로 볼 수 없으며 일부 방탄소년단 팬들의 어긋난 팬심에서 초래한 결과라고도 할 수 있다.
심지어 유튜버 빅쇼트가 사건 사고 때문에 비프리를 좋아하지 않는데도 왜 사람들이 비프리를 음악으로는 깔 수 없는지 알겠다며 명반이라고 인정할 정도였다.

## 트랙 리스트
| #            | 제목                                    | 작사                   | 작곡              | 편곡  | 재생 시간 |
| ------------ | --------------------------------------- | ---------------------- | ----------------- | ----- | --------- |
| 1.           | 〈Intro〉                               | B-Free                 | Jinbo             | 3:21  |           |
| 2.           | 〈Good Year〉                           | B-Free                 | Fisherman         | 3:26  |           |
| 3.           | 〈20130804 (Skit)〉                     |                        |                   | 1:20  |           |
| 4.           | 〈Hot Summer〉                          | B-Free                 | GRAY              | 3:35  |           |
| 5.           | 〈On Fire (붙타)〉 (feat. CokeJazz)     | B-Free                 | B-Free & CokeJazz | 5:41  |           |
| 6.           | 〈Feel It (느껴)〉 (feat. Kid Ash)      | B-Free & Kid Ash       | CokeJazz          | 4:15  |           |
| 7.           | 〈Can't Hold Me Back (막지못해)〉       | B-Free                 | B-Free & CokeJazz | 5:39  |           |
| 8.           | 〈It Ain't Easy (Korean Dream)〉        | B-Free & Jinbo         | Jinbo             | 4:34  |           |
| 9.           | 〈20130806 (Skit)〉                     |                        |                   | 0:24  |           |
| 10.          | 〈Cream〉 (feat. Jinbo)                 | B-Free                 | CokeJazz          | 3:58  |           |
| 11.          | 〈Same Old Love Song (뻔한 사람 노래)〉 | B-Free                 | B-Free            | 4:32  |           |
| 12.          | 〈Fly〉 (feat. Loco & S'way.D)          | B-Free, Loco & S'way.D | S'way.D           | 4:46  |           |
| 13.          | 〈Song For My Mama〉                    | B-Free                 | B-Free & CokeJazz | 4:08  |           |
| 14.          | 〈Pray〉 (feat. 레디)                   | B-Free & 레디          | B-Free & CokeJazz | 3:01  |           |
| 15.          | 〈Goodbye (안녕)〉 (feat. CokeJazz)     | B-Free                 | CokeJazz          | 3:01  |           |
| 총 재생 시간 | 총 재생 시간                            | 총 재생 시간           | 총 재생 시간      | 57:40 |           |

| #            | 제목                    | 작사         | 작곡           | 편곡  | 재생 시간 |
| ------------ | ----------------------- | ------------ | -------------- | ----- | --------- |
| 16.          | 〈I Remember (기억해)〉 | B-Free       | Big Boy Tracks | 4:00  |           |
| 총 재생 시간 | 총 재생 시간            | 총 재생 시간 | 총 재생 시간   | 61:40 |           |

- Executive Producer: 전상현 (HI-LITE RECORDS)
- Producer: HI-LITE RECORDS
- Cover Artwork: August Frogs
- Pray, Song For My Mama, fly, Hot Summer, 안녕, Cream, 막지 못해, 느껴, 불타 mixed by 이청무 at Évépynua Studios, Seoul, Korea
- Intro, Good Year, 뻔한 사랑노래, 기억해 mixed by 전상현, 최성호(B-Free) of Hi-Lite Records
- It Ain't Easy mixed by 전상현, 최성호(B-Free), 이청무
- Master by 최효영 at Suono Studios, Seoul, Korea
- all songs recoreded at Hi-Lite Records, Seoul, Korea

- Album Photo by 이영준 of August Frogs
- Album Design by 김세희 (Korlio) of August Frogs

나의 하나님, 어머니, 사라, 종원이, 민구형, 영준형, 세희, 승원이, 믹싱하느라 고생한 청무형, 팔로형, 정환이, 내게 영향을 주는 멋진 아티스트들, 큰아버지, 날 응원하는 팬들, 그리고 서울에게 감사합니다.

## 영상

### 뮤직비디오
B-Free - Hot Summer [Official Video]
(2014. 3. 26.) / Directed by August Frogs
B-Free - 기억해 (I Remember) [Official Video]
(2014. 11. 27.) / Directed by August Frogs

### 관련 영상
B-Free - The Making of "Korean Dream" Album (Episode 1)
(2014. 6. 19.) / Directed by Jan' Qui
B-Free - The Making of "Korean Dream" Album (Episode 2)
(2014. 7. 1.) / Directed by Jan'Qui (@maquijanqui)
B-Free - Live Footage of "희망" Concert at Rolling Hall
(2015. 2. 18.)
B-Free performing live at "희망 (Hope)" Concert, Jan 17, 2015.

### LIVE
2014 비프리 - 불타 (Feat. 콕재즈)
(2014.08.16) / 2014.08.16 HILITE Summer Tour (서울) / 비프리 - 불타 (Feat. 콕재즈)
B-Free 불타 Live feat. Cokejazz
(2017. 1. 18.) / B-Free 불타 Live feat. Cokejazz / on "free from Seoul concert 2"

### EBS공감 클립
허클베리 피 & 비프리 인터뷰
(2014. 11. 27.)
1065회 비프리 인터뷰
(2014. 11. 27.)
1065회 비프리 - Hot Summer
(2014. 11. 27.)
[EBS SPACE 공감] 미방송 영상 비프리 - 불타
(2014. 10. 14.)
1065회 비프리 - 느껴
(2014. 11. 27.)
1065회 비프리 - 막지 못 해
(2014. 11. 27.)
1065회 비프리 - It Ain't Easy(feat. Jinbo)
(2014. 11. 27.)

## 인터뷰 및 기타
- 힙합플레이야  Korean Dream 인터뷰 비프리(B-FREE) - 'Korean Dream' 인터뷰
- 리드머 Korean Dream 인터뷰 비프리 – 그의 여름은 뜨겁다
- 리드머 Korean Dream 리뷰 비프리 - Korean Dream
- 리드머 2010년대 한국 힙합 앨범 5위에 Korean Dream 선정 2010년대 한국 힙합 앨범 베스트 10
- 리드머 Korean Dream 별점 상향 조정 2020 리드머 리뷰 R 점수 재조정
- 2014년 힙합플레이야어워즈 올해의 앨범자켓 3위로 선정되었으며, 당시 1위는 파급효과, 11:11이였다.[7]

## 여담
- 앨범커버의 배경은 원효대교이다. 로드뷰
- B-Free는 자신의 음악의 원천을 '분노'라고 밝힌 바 있지만 본작에서는 그런 감정을 최대한 자제했다고 한다. 좀 더 많은 사람들에게 쉽게 다가갈 수 있는 작품을 남기고 싶었다고 한다.
- 스킷이 자연스러운 일상의 대화로 이루어져 있는데 평소에도 일상적인 대화를 자주 녹음해놓는다고 한다.
- B-Free의 작품에서 흔히 찾아볼 수 있는 CokeJazz와의 조합은 본작을 기준으로 시작되었다. 이들은 이후 Free From Seoul Deluxe Version, MacGyver, FREE THE BEAST 등에서 자주 호흡을 맞추었다. 많은 작업물을 함께 작업했으나 특히 본작에 수록된 "불타"의 프로듀싱이 최고라는 평을 받는다.
- 여러 피처링이 무산되면서 전작들에 비해 피처링이 상당히 적게 되었다. 이후 기존까지와는 달리 스스로 하고 싶은 생각을 가지게 되었다고 한다. 또한 자신이 스스로 무대 하나를 계속 설 수 있을 정도의 분량을 이미지를 확보하기 위한 선택이기도 했다고 한다.
- Jinbo는 원래 더 많은 트랙에 피처링을 받을 생각이었으나 스케줄 문제로 무산되었다.
- ELO도 피처링 후보에 있었는데 B-Free 쪽에서 취소하였다고 한다.
- 본작을 마스터링하는데에 3일 정도를 소요하였다고 한다.
- 앨범을 발매할 당시에는 B-Free가 Stop Dumping Music 캠페인에 동참했었기 때문에 처음 앨범이 발매되었을 때는 스트리밍 서비스를 제공하지 않았으며 개별곡 다운로드만 가능했었다.[8] 현재는 스트리밍과 다운로드가 모두 가능하다.
- 앨범을 발매하고 인스타그램을 통해서 수록곡들의 영어 가사를 공개했다. 해외 팬들과 자신의 외국인 친구들을 위해서 제공한 것이라고 한다.
- Korean Dream 전체를 영어로 제작할까 생각을 했었다고 하나 자신이 주된 활동지가 한국이기도 하고 에너지 소모가 심할 것 같아서 접었다고 한다. 이후 비프리가 낸 앨범 Free From Seoul Deluxe Version과 MacGyver의 경우는 영어 가사가 주된 편이다.
- 이 앨범의 저작인접권은 비프리가 아닌 하이라이트 레코즈가 가지고 있다. 비프리와 하이라이트의 갈등이 심해진 것은 이 때문...
- 비프리가 Hot Summer를 싫어한다고 인터뷰에서 밝혀져서 이어서 Korean Dream도 싫어하냐고 묻자 그건 아니며 아직까지 이 앨범은 좋으며 한때 자신이 패기가 있었다는 감상을 말한다. #
- 저스디스는 힙플인터뷰에서 2 MANY HOMES 4 1 KID 작업 중에 프로듀싱에 영향을 받은 앨범으로 꼽았다. 편곡을 참고하기 위해 많이 들었다고 하며, 프로듀싱과 믹싱이 뛰어나다고하며, 명반이라는 말까지 덧붙였다. 인터뷰 중, 던밀스도 정규 앨범 '미래'를 작업할 때 Korean Dream의 믹싱을 비교하며 믹싱 작업을 하였다고 한다.
- SINCE는 국힙 최고의 명반으로 이 앨범을 꼽았다.
- 자켓에서 비프리가 입고 있는 저지는 구 올랜도 매직의 저지이다.